# Село часів Тайваню
Село часів Тайваню (традиційна китайська: 寶島時代村; спрощена китайська: 宝岛时代村; піньїнь: Bǎodǎo Shídài Cūn) — музей у містечку Каотун, повіт Наньтоу, Тайвань.

## Виставки
Музей демонструє минуле життя Тайваню, яке включає життя Хакка, Хокло, тайванських аборигенів і людей з материкового Китаю у різних громадських кварталах.

## Транспорт
До музею можна дістатися з шосе 3.